# Otus angelinae
El autillo javanés o autillo de Java (Otus angelinae) es una especie de ave estrigiforme de la familia de los búhos (Strigidae).

## Distribución
Es endémico de las selvas montanas de la isla de Java (Indonesia).

## Estado de conservación
Está amenazada por la pérdida de hábitat.